# 宴席章
宴席章（阿拉伯语：‎，羅馬化：Al-Māʾidah），又称筵席章，音译马以代章，是古兰经的第5章（苏拉），共计120节，属于麦地那篇章。该章名字源于尔撒祈求安拉恩赐宴席。
宴席章的内容包括禁酒、禁赌、禁食的动物等，还讲述了先知尔撒与穆萨的使命。